# Nicole Rieu
Nicole Rieu (Chaumont, Alto Marne; 16 de mayo de 1949) es una cantante francesa, más conocida por su participación en el Festival de la Canción de Eurovisión 1975.

## Carrera
Firmó su primer contrato discográfico con AZ Records en 1969. En 1973 fue descubierta por la compañía discográfica Barclay, que le ofreció hacer un trato que finalmente se tradujo en el lanzamiento de su primer sencillo «Je suis».
En 1975 fue elegida de forma interna por el canal TF1 como la representante de Francia en el Festival de Eurovisión de ese año, celebrado en Estocolmo (Suecia) el 22 de marzo. Su canción, «Et bonjour à toi l'artiste», escrita por Pierre Delanoë, consiguió 91 puntos y se posicionó en el 4.º lugar.
Luego de su paso por el escenario de Eurovisión, continuó lanzando sencillos, los que gozaron de bastante éxito, como «Je m'envole» y «En courant» (1976, una versión en francés de la canción «Theme from Mahogany (Do You Know Where You're Going To)» de Diana Ross), «L'immigrant» (1977) y «La goutte d'eau» (1979).
Tomó un receso en su carrera por varios años en la década de 1980 con el objetivo de concentrarse en la crianza de su hijo. En la actualidad, sigue realizando giras y grabando y publicando discos en intervalos esporádicos.